# Barnamoszatok
A barnamoszatok (Phaeophyceae) a Diaphoretickesbe tartozó sárgásmoszatok (Stramenopila) törzsének legfejlettebb szerveződésű osztálya. Korábbi rendszerezésekben önálló törzsnek tekintették Phaeophyta néven, amit a növények, majd a protiszták országába sorolták.
Nem tartoznak a növények közé, ugyanis a sejttani vizsgálatok igazolták, hogy csak másodlagosan autotróf szervezetek, úgynevezett metaalgák. Az ősi heterotróf egysejtű vörösmoszatot kebelezett be, melyet nem megemésztett, hanem belső együttélésbe, endoszimbiózisba, helyesebben endocitobiózisba került vele, így az eredeti heterotróf élőlény autotróffá alakult. A növények országát viszont az elsődlegesen autotróf szervezeteknek tartják fenn, így egyebek mellett a barnamoszatok ezért sem tekinthetők növényeknek. A törzs morfológiai, szaporodási és fejlődéstani sajátosságai mégis a növények felé mutatnak, amely valójában konvergencia, és a növényekéhez hasonló autotróf életmód következménye.

## Leírásuk
- Kivétel nélkül protonémás[1] többsejtűek, egysejtű alakjuk ismeretlen. Fonalasak, lemezesek, fejlett teleptestűek vagy szövetesek (a Macrocystis pyrifera akár a 60 métert is elérheti).
- Általában szabadon élők, de egyes fajai, például a Herpodiscus durvillaeae (Sphacelariales) obligát paraziták.[2]
- A fejlettebb kládoknál (Laminariales, Fucales) nagyfokú belső differenciáltságot tapasztalhatunk; szöveteik vannak.[3][4] A Laminaria fajok belső tagolódása az alábbi: 
  - kívül bőrszövetréteg, ellaposodott sejtekkel;
  - alatta asszimiláló kéregsejtek, melyek a fotoszintézist végzik;
  - középütt fejlett bél, raktározást végző sejtekkel;
  - a bél körül hosszúra nyúlt vezetősejtek, melyek a kész szerves anyagokat szállítják a barnamoszat testében (analógia a szövetes növények (Tracheophyta) szállítóelemeivel).
- A fejlettebb alakok teste szervekre tagolódik. Megkülönböztethetünk rajtuk gyökérszerű (rhizoid), szárszerű (cauloid) és levélszerű (phylloid) képleteket.
- A barnamoszatok színanyaga a- és c-klorofill, béta-karotin, fukoxantin és egyéb xantofillok. A barnás-sárgás színt a fukoxantin és a xantofillok okozzák, és elnyomják a zöld színű klorofillokat.
- Asszimilációs termékeik és raktáranyagaik szénhidrátok (glicidek) és cukoralkoholok.
- Szaporodásuk a szövetes növényekéhez hasonló: a gametofiton erőteljesen redukálódik a sporofitonhoz képest. A nemzedékváltakozásukban négy fejlettségi szintet lehet megkülönböztetni, mely egyben rendszertani bélyeg is:
  - olyan heteromorf metagenezis, melyben a gametofiton valamivel fejlettebb, mint a sporofiton;
  - izomorf metagenezis, melyben a gametofiton és a sporofiton egyforma fejlettségű, és a két moszattest morfológiailag alig különbözik;
  - olyan heteromorf metagenezis, melyben a sporofiton fejlett élőlény szöveti differenciálódással, ellenben a gametofiton egyszerű, fejletlenebb lemezes telep;
  - a nemzedékváltakozás tulajdonképpen eltűnik, a gametofiton nemzedék az ivarsejtekre (hímivarsejt, petesejt) korlátozódik.